# Bainbridge-Gletscher
Der Bainbridge-Gletscher ist ein Talgletscher an der Ostküste der Kenai-Halbinsel in Alaska. Er liegt 57 km östlich von Seward im Chugach National Forest.
Das Nährgebiet des Bainbridge-Gletschers befindet sich auf einer Höhe von 1350 m am Rande des Sargent Icefield. Es grenzt im Süden an den Puget-Gletscher und im Norden an den Tiger-Gletscher. Der Gletscher windet sich über eine Strecke von 15,8 km durch die Kenai Mountains. Er strömt anfangs nach Osten, wendet sich dann nach Südosten und schließlich nach Nordosten und Osten. Der 1,4 km breite Gletscher endet etwa 650 m vor dem Meer. Sein Schmelzwasser fließt in die Bucht Port Bainbridge, die namensgebend für den Gletscher war. Der Gletscher bedeckt eine Fläche von ungefähr 32 km². Der Bainbridge-Gletscher ist im Rückzug begriffen.